# Anatole de Monzie
 (octobre 2014).
 (avril 2021).
Si vous disposez d'ouvrages ou d'articles de référence ou si vous connaissez des sites web de qualité traitant du thème abordé ici, merci de compléter l'article en donnant les références utiles à sa vérifiabilité et en les liant à la section « Notes et références ».
Anatole de Monzie, né à Bazas (Gironde) le 22 novembre 1876 et mort à Paris le 11 janvier 1947, est un homme politique français.
Républicain-socialiste (PSF : 1932-1936) puis socialiste républicain (1936-1942), il est notamment ministre des Finances et de l'Éducation nationale pendant l'entre-deux-guerres. Par la suite, jusqu'en 1942 où il est démissionné de la mairie de Cahors, il soutient le régime de Vichy sans en être collaborateur.

## Biographie

### Jeunesse et études
Anatole de Monzie est le fils d'un directeur des contributions directes.
Il suit des études secondaires au lycée d'Agen, puis vient faire sa philosophie au collège Stanislas, où il se lie avec Henry de Jouvenel et Marc Sangnier. Après des études de lettres puis de droit, il obtient une licence ès-lettres (1895) et une licence de droit à l'université de Paris.
Il travaille comme clerc chez l'avoué Vilastre puis devient avocat et fait des débuts remarqués au barreau, défendant la propriété littéraire au procès des frères Max et Alex Fischer.

### Parlementaire sous la Troisième République
Attiré par la politique, il devient chef de cabinet de Joseph Chaumié, sénateur du Lot-et-Garonne, ministre de l'Instruction publique en 1902 et ministre de la Justice en 1905 dans le gouvernement du tarnais et radical Émile Combes, puis dans celui du provençal Maurice Rouvier. Parallèlement, il est élu en 1904, à vingt-huit ans, conseiller général de Castelnau-Montratier, dans le Lot, puis député de Cahors en 1909, adhérant au petit groupe parlementaire républicain-socialiste ; il reste député jusqu'en 1919. Il est ensuite sénateur du Lot, de 1920 à 1929, avant de redevenir député entre 1929 et 1940. Il est en outre maire de Cahors de 1919 à 1942 et président du conseil général du Lot de 1919 à 1940.
À la Chambre des Députés, de Monzie s'illustre notamment par sa campagne pour la reprise des relations diplomatiques avec le Saint-Siège puis, en 1922, pour la reconnaissance par la France de l'Union soviétique. C'est alors tout naturellement qu'il préside la commission des Affaires russes (1924-1927) qui reprend les négociations avec le régime soviétique au sujet de l'indemnisation des porteurs d'emprunts russes, et la délégation française à la conférence franco-soviétique en septembre 1927. Ouverte en février 1925, la négociation concernant les emprunts russes était sur le point d'aboutir, au prix d'une forte réduction de l'encours des créances françaises, lorsque le retour aux affaires de Poincaré, en juillet 1926, fit rejeter ce dispositif, jugé insuffisamment favorable aux épargnants français. Les négociations furent définitivement suspendues en 1927.

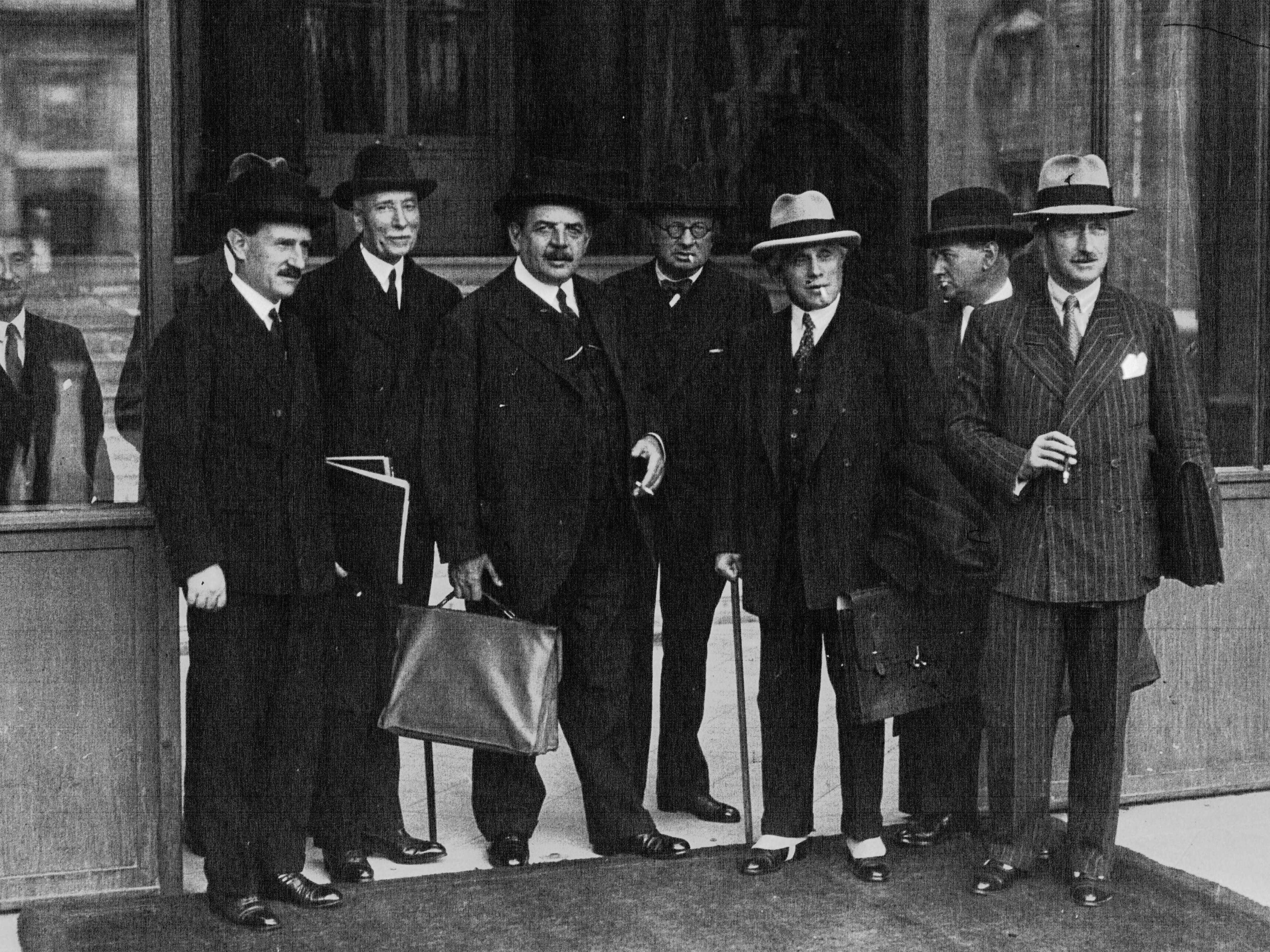
En 1933 sur les marches du palais de l'Élysée.

Dix-huit fois ministre, il totalise près de six ans de présence au gouvernement :
- 1913 : Sous-secrétaire d'État à la marine marchande (gouvernement Louis Barthou)
- 1917 : Sous-secrétaire d'État à la marine marchande et aux transports maritimes
- 3 avril au 17 avril 1925 : Ministre des Finances (succède à Étienne Clémentel dans le premier gouvernement d'Édouard Herriot)
- 17 avril au 11 octobre 1925 : Ministre de l'Instruction publique et des Beaux-Arts (deuxième gouvernement de Paul Painlevé)
- 11 octobre au 29 octobre 1925 : Garde des Sceaux, ministre de la justice (succède à Théodore Steeg, deuxième gouvernement de Paul Painlevé)
- 29 octobre 1925 au 23 juin 1926 : Ministre des Travaux publics (succède à Pierre Laval, troisième gouvernement de Paul Painlevé, septième et huitième gouvernements d'Aristide Briand)
- 19 juillet au 23 juillet 1926 : Ministre des Finances (deuxième gouvernement d'Édouard Herriot)
- 3 juin 1932 au 29 janvier 1934 : Ministre de l'Éducation nationale (troisième gouvernement d'Édouard Herriot, gouvernement de Joseph Paul-Boncour, premier gouvernement d'Édouard Daladier, premier gouvernement d'Albert Sarraut, deuxième gouvernement de Camille Chautemps)
- 23 août 1938 au 5 juin 1940 : Ministre des Travaux Publics (succède à Ludovic-Oscar Frossard dans le troisième gouvernement d'Édouard Daladier et conserve ce portefeuille dans le gouvernement de Paul Reynaud). Chargé de la politique des carburants, il invite en France, en février 1939, Eugène Houdry pour promouvoir la construction d'unités de craquage catalytique dans les raffineries françaises[3],[4].

Au ministère des finances, en 1925, il propose un plan d'assainissement financier qui provoque une véhémente opposition.

### Ministre de l'Instruction publique
Le bref passage d'Anatole de Monzie au ministère de l'Instruction publique et des Beaux-Arts en 1925 est marqué par la publication des célèbres Instructions sur l'enseignement de la philosophie, le 2 septembre 1925. Dans la lignée de Victor Cousin, elles affichent l'ambition d'un enseignement de la philosophie propre à former le citoyen : « Développer les facultés de réflexion des jeunes gens, les mettre en état et surtout en disposition de juger plus tard par eux-mêmes, sans indifférence comme sans dogmatisme, leur donner sur l'ensemble des problèmes de la pensée et de l'action des vues qui leur permettent de s'intégrer vraiment à la société de leur temps et à l'humanité, voilà quelle est, au fond, la fonction propre du professeur de philosophie. ».
Il s'agit donc de permettre que les jeunes gens « soient armés d'une méthode de réflexion et de quelques principes généraux de vie intellectuelle et morale qui les soutiennent dans cette existence nouvelle, qui fassent d'eux des hommes de métier capables de voir au-delà du métier, des citoyens capables d'exercer le jugement éclairé et indépendant que requiert notre société démocratique. ». Dans ces instructions, de Monzie se présente en effet comme l'adversaire des doctrines « exagérées et extrémistes » et, selon lui, s'efforce de mettre « la forme classique du cours de philosophie au service de la liberté intellectuelle de l'élève ».
Enfin, il faut relever que c'est sa circulaire du 20 juin 1925 qui a officialisé le « comité consultatif départemental de l'enseignement primaire », permettant d'associer les délégués des instituteurs élus au conseil départemental de l'enseignement primaire, ce qui en fait l'ancêtre des commissions administratives paritaires instituées officiellement en 1946 dans la fonction publique.

### Contre les langues régionales
Dans une circulaire émise le 14 août 1925, répondant à la demande de la Fédération régionaliste française dont faisait partie l'instituteur quercynois Antonin Perbosc, Anatole de Monzie proscrivit strictement l'enseignement de langues régionales à l'école : « L’École laïque, pas plus que l’Église concordataire, ne saurait abriter des parlers concurrents d’une langue française dont le culte jaloux n’aura jamais assez d’autels. »
Dans une optique parallèle, il déclare en 1925, lors de l'inauguration du pavillon de la Bretagne de l'Exposition internationale des Arts Décoratifs et industriels modernes de Paris : « Pour l'unité linguistique de la France, la langue bretonne doit disparaître. »

### Ministre de l'Éducation nationale
En 1932, il est le premier à porter le titre de Ministre de l'Éducation nationale. Dès sa prise de fonction, il explique que ce changement d'appellation marque la volonté du gouvernement d'aller vers davantage d'égalité scolaire et, par suite, davantage de gratuité.
Dans cette optique, il généralise dès 1932 la gratuité de l'enseignement secondaire destiné aux filles, créé par la loi Sée de 1880. En avril 1933, à la suite des propositions du physicien Jean Perrin, il crée le Conseil supérieur de la recherche scientifique. Puis il instaure, le 1er septembre 1933, l’examen d’entrée en 6e, crée le Bureau universitaire de statistiques en liaison avec l’Union nationale des étudiants de France, la Confédération des travailleurs intellectuels et la Fédération des parents d’élèves de l’enseignement secondaire.
En 1935, il participe à la création de l'Union socialiste républicaine (USR). Ministre des Travaux publics en 1938, il doit faire face à la grande grève des dockers. Entre 1938 et 1940, il devient au gouvernement l'homme de nombreuses missions diplomatiques délicates voire controversées. Représentant de la ligne pacifiste, il rêvait d'une médiation de Mussolini entre Hitler et les Alliés.
En qualité de Ministre de l'Éducation nationale, de Monzie a eu maille à partir avec le célèbre pédagogue Célestin Freinet. Le député communiste Gabriel Péri défendit ce dernier en audience auprès de De Monzie. Maurice Wullens, présent lors de cet entretien, en fit le récit dans la revue Les Humbles. Monzie ne révoqua pas Freinet mais il le déplaça d'office le 21 juin 1933, ce qui conduisit le pédagogue à quitter l'Éducation nationale et à fonder sa propre école privée. Le gendre de Freinet, Jacques Bens, écrit à ce sujet que « les notables de Saint-Paul-de-Vence... ont obtenu d'Anatole de Monzie, médiocre ministre de l'Instruction publique, le déplacement d'office de Freinet dans l'intérêt de l'école laïque ».

### L’encyclopédie française
Avec l'historien Lucien Febvre, Monzie conçoit à partir de juillet 1932 une Encyclopédie française. Febvre en dirige officiellement l’édition (à l’exception d’un tome) mais Monzie est avec lui le concepteur du projet :  une encyclopédie francophone, qui ne s'attache pas à l'ordre alphabétique et ne procède pas par thème, mais par association de thèmes. Seul le tome 10, consacré à l’État, est dirigé par Monzie, avec l’aide de deux conseillers d’État, Puget et Tissier. Lucien Febvre s’efforça de le mettre en garde à cette occasion contre ses tendances pacifistes et mussoliniennes. Le projet  connut un coup d’arrêt avec l’Occupation, face à laquelle Monzie et Febvre adoptèrent des positions très différentes.

### Seconde Guerre mondiale sanscollaboration
Anatole de Monzie vote les pleins pouvoirs constituants à Pétain le 10 juillet 1940: il justifie sa position par l'état d'urgence découlant de la situation de déroute. Dans Ci-devant, Retour de Vichy, p. 261, le 11juillet 1940, il dessine trois articles de sauvegarde à ses amis : " Ramener le gouvernement à Paris, article I, hâter la démobilisation et préparer le ravitaillement d'hiver, articles II et III." Puis après avoir comparé le maréchal Pétain à Mac-Mahon, il exhorte ses amis à se mettre "à l'unisson du réalisme populaire" car "La France n'est plus une république , mais une régence". Dans La saison des juges, en 1943, il reprendra ce thème au chapitre VIII, D'une régence à l'autre, pour souligner que "les malfaçons du redressement"déjà repérées dans Ci-devant sont désormais rédhibitoires, et que ladite régence est un régime du "droit à l'arbitraire illimité, p. 128, instaurant la peur chez le peuple. Sa carrière politique continue jusqu'en février 1942, s'achevant avec son départ forcé de la mairie de Cahors : ce qui atteste que le maréchalisme d'accommodement de De Monzie, aux yeux de Vichy et du préfet Loïc Petit, n'en faisait pas un candidat collaborateur. Le hiatus entre "Régence" et "Révolution nationale" ne permettait  d'entretenir aucune équivoque sur la position politique du maire de Cahors débarqué sans ménagement. Son attentisme était essentiellement dû à son pacifisme d'ancien dreyfusard et certainement pas à une adhésion quelconque aux valeurs de "Révolution nationale". La lettre du 5 novembre 1943 adressée au Maréchal Pétain n'est donc pas un revirement, ni un dernier geste d'un sauvetage ultime du pétainisme, mais au contraire une injonction au retour à l'état de droit de la République. 
Sa carrière politique continue jusqu'en février 1942, s'achevant avec son départ forcé de la mairie de Cahors.
Sous l'Occupation nazie, Anatole de Monzie collabore à la rédaction de la Revue de la pensée socialiste, Le Rouge et le Bleu, dont le premier numéro date du 1er novembre 1941. Créée par le socialiste Charles Spinasse, cette revue était proche des idées de Marcel Déat en faveur d’un collaborationnisme socialiste et d’un fédéralisme européen sous domination de l’Allemagne nazie ; cette revue cessera sa publication en août 1942.
En mars 1941, Monzie conçoit l’idée d’une collaboration franco-allemande qui donnerait selon lui un nouvel élan à l’Encyclopédie. Il se heurte à un « non » catégorique de Lucien Febvre, qui l’oblige à y renoncer.
Il est nommé par Vichy président du conseil d'administration du Conservatoire national des arts et métiers en 1940, poste qu’il conservera jusqu’en 1944.
Il se détache peu à peu de la politique du régime de Vichy et se replie dans une certaine amertume qu'il exprimera dans La Saison des juges. Non sans ambiguïté, que dénoncera immédiatement Marc Bloch : « Le livre est un acte de candidature. Il n’est pas loin d’être un acte de trahison. (…) c’est sur les Allemands qu’il compte d’abord pour se hisser au pouvoir ».
En novembre 1943, alors que les gaullistes à Alger viennent d’établir une assemblée consultative, Monzie rassemble plusieurs parlementaires afin de proposer une solution à la fin de Vichy qui évite le pouvoir gaulliste. Leur lettre à Pétain propose de reconvoquer « l’Assemblée nationale » de juillet 1940 pour qu’elle règle la question du gouvernement mais le maréchal oppose une fin de non recevoir. Dans ses mémoires, de Gaulle balaie rétrospectivement cette tentative, qui eût de surcroît amené une intervention encore plus impérieuse des occupants dans le gouvernement vichyste : « ils invoquaient leur mandat — comme s’ils ne l’avaient pas trahi ». À la Libération, Monzie est consulté par Herriot, lors des dernières manœuvres de Laval pour convoquer l’Assemblée nationale, dans le but de lui remettre le pouvoir et de barrer ainsi la route aux communistes et à de Gaulle,. Avec l'accord d'Otto Abetz, le 12 août, il va chercher Édouard Herriot, le fait libérer et le ramène à Paris avec son assentiment. Monzie manifeste sa réticence parmi d’autres parlementaires consultés, probablement impressionnés par les assassinats (Mandel, Zay, etc.) commis par la Milice. Herriot temporise et finit par refuser de décider en l'absence de Jeanneney.

### Libération
À la Libération, il est mis à l'index par le Comité national des écrivains. Également poursuivi pour faits de collaboration, Monzie est devenu un obstacle pour l’achèvement de l’Encyclopédie et se voit forcé de céder la présidence à Julien Cain.
Il meurt à Paris, dans le 7e arrondissement, le 11 janvier 1947, des suites d'une intervention chirurgicale. La chronique nécrologique du Monde, signée de la rédaction, rappelle brièvement ses erreurs de jugements : « Avec lui disparaît l'une des figures les plus séduisantes mais aussi les plus décevantes de notre temps ».
Sa sépulture à Saint-Jean-Lespinasse porte cette épitaphe qu'il avait lui-même choisie : « Crois, fais et passe. ». Une stèle a été élevée à sa mémoire à Saint-Céré (Lot).

## Ancrage local et liens personnels
Ami de l'écrivain Pierre Benoit, il lui fit découvrir le département du Lot et plus particulièrement la ville de Saint-Céré, où le romancier écrivit la plupart de ses livres dans la chambre no 2 de l'Hôtel du Touring. Il fut également l'ami d'Henry de Jouvenel, Marc Sangnier, Léon Bérard, Marcel Cachin, Roland Dorgelès, Colette, Lucien Febvre, Paul Langevin, du cardinal Verdier, d'Émile Buré.
Anatole de Monzie est resté toute sa vie très proche de la famille de Pierre Darquier, maire de Cahors dont il prit la relève en 1919. C'est avec elle qu'il se réfugie dans le Lot — à Saint-Paul-Laboufie (puis Saint-Paul-de-Loubressac, et devenu Saint-Paul-Flaugnac) — lors de la débâcle de juin 1940. Il a aidé à plusieurs reprises [En quoi ?] le fils Louis Darquier de Pellepoix, Commissaire général aux questions juives, ne pouvant ignorer ses opinions et exactions.
Protecteur et ami des arts, on connaît particulièrement le portrait de Monzie, dans son bureau au ministère de l'Éducation, par le peintre Gaston Simoes de Fonseca.
Il tisse aussi des liens cordiaux avec Zeev Jabotinsky, dirigeant du Sionisme révisionniste, qui vécut à Paris de 1924 à 1934. Les deux hommes correspondent et se rencontrent régulièrement. Monzie apporta son soutien à la renaissance de l’Hébreu et aux efforts de Jabotinsky pour former une légion juive au sein de l’armée française. Chacun des deux hommes consacre un chapitre à l'autre dans leurs autobiographies.
Son collaborateur, Louis Planté, lui a consacré un livre en 1956, que l'Académie française honora d'un prix : Anatole de Monzie, un grand seigneur de la politique.
Le « Lycée Anatole-de-Monzie » de Bazas a été rebaptisé « Lycée Gisèle-Halimi » en 2021 en raison, selon son proviseur, de son « soutien à la collaboration » et d'avoir « publié des écrits antisémites ».

## Ouvrages
Il a supervisé la publication de l'Encyclopédie française, mise en œuvre par Lucien Febvre et Gaston Berger à partir de 1935. Ni hiérarchique ni alphabétique, son classement original est dit méthodique. L'entreprise ambitionnait de traiter les grands problèmes qui se posaient à l'humanité au XXe siècle tout en dressant un bilan complet de la civilisation occidentale.
- Les Réformes scolaires, Paris, Stock, 1905
- Aux confins de la politique, Paris, Grasset, 1913
- Si resucitara !, Paris, Alcan, 1915 (sur les relations franco-espagnoles)
- Rome sans Canossa, ou la Diplomatie de la présence, Paris, Albin Michel, 1918
- L'Entrée au forum : vingt ans avant, Paris, Albin Michel, 1920
- La Mort de Julie, Paris, Auguste Blaizot, 1922
- L'Improvisation du sionisme, Paris, L. Beresniak imprimeur, s. d. (mais le texte se réfère à l'année 1922).
- Du Kremlin au Luxembourg, Paris, Delpuech, 1924
- Discours en action, Paris, Delpuech, 1927
- Destins hors-série, Paris, Les Éditions de France, 1927
- Les Contes de Saint-Céré, Paris, Gallimard, 1929
- Grandeur et Servitude judiciaires, Paris, Kra, 1931
- Petit manuel de la Russie nouvelle, Paris, Firmin-Didot, 1931
- Livre d'oraisons, Paris, Excelsior, 1934
- Les Veuves abusives, Paris, Grasset, 1937
- Ci-devant, Paris, Flammarion, 1941
- Pétition pour l'histoire, Paris, Flammarion, 1942
- Mémoires de la tribune, Paris, Correa, 1943
- La Saison des juges, Paris, Flammarion, 1943
- Province de ma vie, Cahors, Bulletin de la Société des Études du Lot (inédit de 1946), 2024
- Le Conservatoire du peuple, Paris, Société d'Édition d'enseignement supérieur, 1948